# Casazza
Casazza é uma comuna italiana da região da Lombardia, província de Bérgamo, com cerca de 3.481 habitantes. Estende-se por uma área de 7 km², tendo uma densidade populacional de 497 hab/km². Faz fronteira com Albino, Gaverina Terme, Grone, Monasterolo del Castello, Spinone al Lago, Vigano San Martino.

## Demografia
| Variação demográfica do município entre 1861 e 2011                               |
|                                                                                   |
| Fonte: Istituto Nazionale di Statistica (ISTAT) - Elaboração gráfica da Wikipedia |